# Gare de Saint-Pierre-sur-Dives
Gare de Saint-Pierre-sur-Dives vasútállomás Franciaországban, Saint-Pierre-sur-Dives településen.

## Vasútvonalak
Az állomást az alábbi vasútvonalak érintik:
- Le Mans–Mézidon-vasútvonal

## Kapcsolódó állomások
A vasútállomáshoz az alábbi állomások vannak a legközelebb:
- Gare de Mézidon
- Gare de Coulibœuf